# 辛西娅·凯尼恩
辛西娅·简·凯尼恩（英語：Cynthia Jane Kenyon，1954年2月21日—）是美国分子生物学家和老年病学家，她的研究方向是通过模式生物秀麗隱桿線蟲来研究老化。